# アンビ・ア
株式会社アンビ・ア（英: AMBIA CORPORATION）は、静岡県焼津市を拠点にタクシーをはじめ観光バス、ホテルなど様々な事業を行う会社である。グループ関連子会社は無いがアンビ・アグループと呼ばれている。本社は静岡県焼津市栄町二丁目2番21号である。各部門で、使われているアンビ・アカラーは、3色で、ブルーは空と水の色。知性と先進性、落ち着きと協調を表し、グリーンは、緑と環境、安全の色。 そして、レッドは明るさ、華やかさと情熱を表している。

## 概要
昔はグループ関連子会社が有ったが、今はアンビ・アのみとなっている。社名のアンビ・アは、英語の環境・雰囲気を意味する「Ambience」とアルファベットの最初であり「一番である、優れている」ことを意味する「A」とを組み合わせたものであり、「最高の環境・最高の雰囲気をお届けしたい」という願いが、こめられている。

## 沿革
出典等無い限りは、アンビ・アグループの各部署の公式ウェブサイトよる沿革を出典とする。
- 1941年（昭和16年） - 焼津自動車株式会社設立。タクシー事業（一般乗用旅客自動車運送事業）を開始。
- 1952年（昭和27年） - 自動車整備工場を設置。観光バス事業（一般貸切旅客自動車運送事業）を開始。
- 1967年（昭和42年） - 焼津ガス株式会社 設立。
- 1975年（昭和50年） - 国内旅行業を開始。
- 1979年（昭和54年） - 旅行代理店業（海外旅行）を開始。
- 1983年（昭和58年） - 一般旅行業を開始。
- 1988年（昭和63年） - 焼津観光ホテル松風閣を開業。
- 1993年（平成5年） - CI計画「みらいプロジェクト」スタート。
- 1994年（平成6年）
  - 株式会社リンクス 設立。
  - リンクス西焼津ゴルフガーデン（ゴルフ練習場）を開業。
- 1995年（平成7年） - CI発表/社名を株式会社アンビ・アに変更。
- 1997年（平成9年） - 損害保険業務を開始。
- 2001年（平成13年） - 天皇・皇后「第21回全国豊かな海づくり大会」へ臨席のため、焼津へ行幸啓の折、ホテルアンビア松風閣に宿泊。
- 2002年（平成14年） - アンビ・ア パークビル 開業。タクシーや自家用車、電車を結ぶ交通手段のターミナルとして、焼津駅南口にオープン。
- 2003年（平成15年） - アンビ・ア パークビルが、高架プロムナードにより焼津駅と直結。タクシー介護事業開始。
- 2005年（平成17年） - ホテルアンビア松風閣、コンベンションホール富士をはじめリニューアル工事。
- 2008年（平成20年） - タクシー静岡事業部と一体化した賃貸ビル、静岡パークビル完成。
- 2013年（平成25年） - 外食事業、不動産賃貸事業の集約化の為、株式会社ガストロハウス、焼津観光商事株式会社合併、アンビ・アパークビルリニューアル工事、オートサーヴィス事業部 中古車販売業務開始。
- 2018年（平成30年） - ホテルアンビア松風閣、リニューアルオープン。レストラン「彩嘉」営業開始。
- 2019年（平成31年・令和元年） - 子会社 焼津ガス株式会社吸収合併 エネルギー事業部発足。
- 2020年（令和2年） - バス事業部 新社屋完成 バス第一車庫 併設、タクシー事業部 焼津・静岡 配車センター統合。

## タクシー事業部
アンビアタクシーと呼ばれている。
- 営業所
  - 本社営業所
  - 静岡営業所
- 車種
  - トヨタシエンタ（エアーイエロー）

## バス事業部
アンビアバスと呼ばれている。
- 車種
  - PREMIUM36
  - LINER60
  - NEW DELUXE59
  - NEW DELUXE55
  - NEW DELUXE54
  - NEW DELUXE53
  - NEW DELUXE51
  - SUPER MARINE27

## 旅行事業部
アンビアツアーズと呼ばれている。

## オートサーヴィス事業部
下記の工場が有る。
- 焼津工場：焼津市中港
- 静岡工場：静岡市駿河区中島

## ホテル事業部

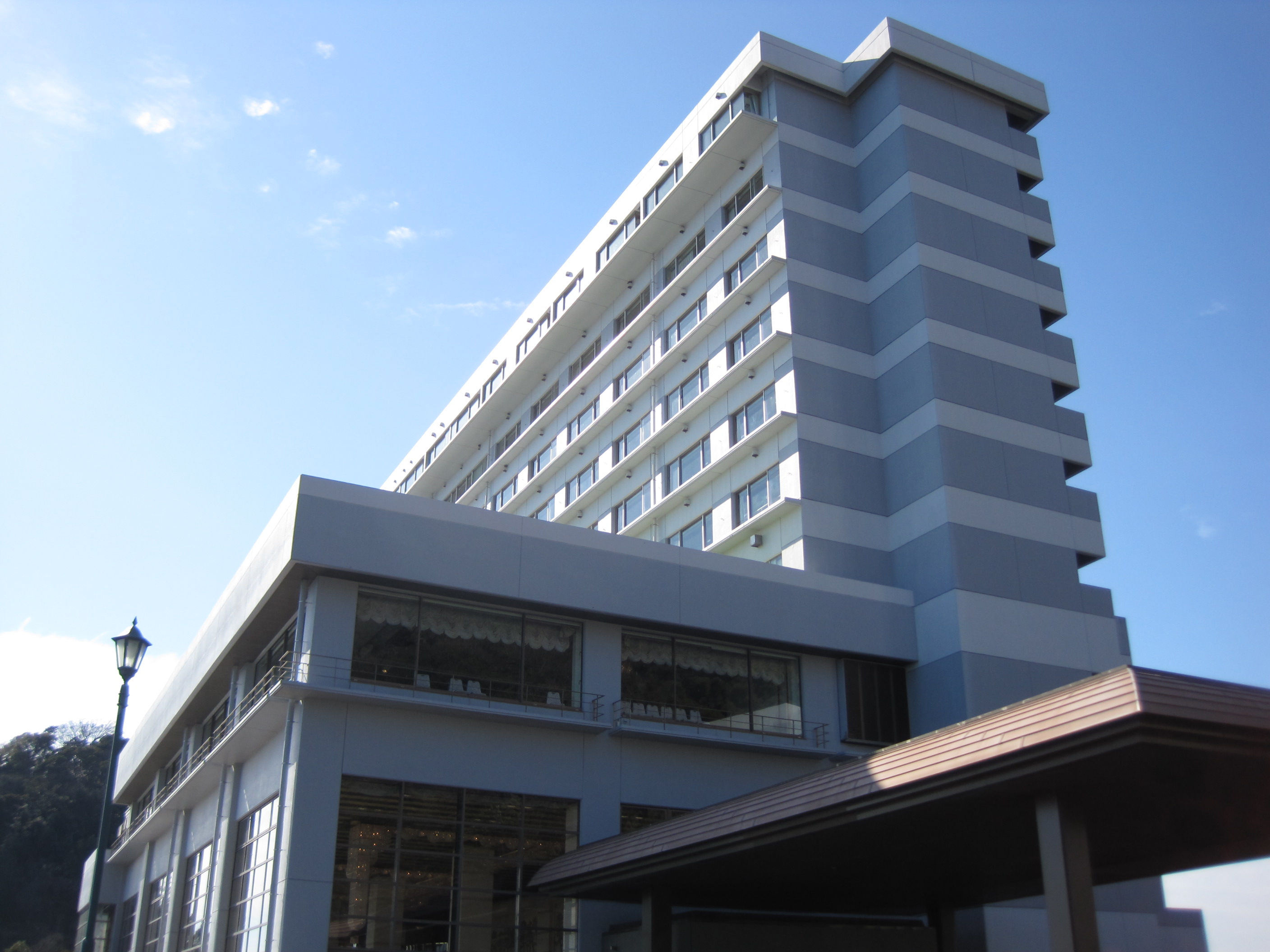
ホテルアンビア松風閣（2011年1月）

- 松風閣

## エネルギー事業部
焼津ガスを吸収合併した事によって発足した新しい部署。

## その他の事業
- 損害保険
- 不動産
- 飲食店
- ゴルフ練習場 静岡県焼津市大住

## 過去にあったグループ関連子会社
- ガストロハウス
- 焼津観光商事
- 焼津ガス
- リンクス